# Ava Lazar
Ava Lazar (Düsseldorf, 1955) is een Amerikaanse actrice en producente van Hongaarse afkomst, die als eerste Santana Andrade speelde in de soapserie Santa Barbara. Na vier maanden verliet ze de serie in verband met de hoge werkdruk.
Lazar werd geboren in Duitsland, maar groeide op in de Verenigde Staten. Ze voltooide haar filmopleiding aan de Universiteit van Californië. Zij speelde televisierollen in onder andere Chips, The A-Team, Riptide en The Fall Guy. 
Na als producent betrokken te zijn geweest bij films als Trafficking van regisseur Joseph Minion en Mic and the Claw van Kevin Hynes, is Lazar anno 2008 Vice President of Theatrical Acquisitions bij Northern Arts Entertainment.
Lazar woont met haar man John Tarnoff en hun dochter in Californië.